# 伊藤達彦 (陸上選手)
伊藤 達彦（いとう たつひこ、1998年3月23日 - ）は、静岡県浜松市出身の陸上競技選手。専門は長距離走。静岡県立浜松商業高等学校、東京国際大学卒業。Honda陸上競技部所属。

## 経歴
中学時代はサッカー部に所属していた。浜松商業高校に入学後、本格的に陸上を始める。
高校時代の自己ベストは5000m14分33秒10と飛びぬけたものではなく、2年生の冬までは卒業後に就職するか、調理師専門学校に進学するかで迷っていたという。
大志田秀次監督からの熱心な誘いを受け、東京国際大学に進学。1年時から第48回全日本大学駅伝・第93回箱根駅伝の予選会メンバーに抜擢されるが、ともに成績は振るわず予選落ちとなった。
怪我もなく順調に練習をこなしたことで2年時にはチームの主力に成長。第94回箱根駅伝予選会では個人28位（チーム内2番手）でチームを2大会ぶりの本選出場に導くと、箱根本大会では2区を務めた（区間15位）。
3年時には10000m28分28秒62まで記録を伸ばし、名実ともにチームのエースとなる。第95回箱根駅伝では再び2区を務め、8位でタスキを受けると一時は4位集団の先頭を引っ張るなど見せ場を作る。戸塚中継所では10位に後退したものの、前年より大きく記録を伸ばした（区間11位）。
2019年3月の日本学生ハーフマラソンでは、1時間01分52秒の好タイムで3位入賞。ユニバーシアードナポリ大会の出場を勝ち取ると、7月の同大会ハーフマラソンでは相澤晃（東洋大学）、中村大聖（駒澤大学）に次ぐ3位で銅メダルに輝く。この2大会で相澤をライバルとして強く意識するようになったという。
10月の第96回箱根駅伝予選会では日本人トップの個人5位と快走し、チームをトップ通過に導く。さらに一週間後の第51回全日本大学駅伝では2区を務め、14位でタスキを受けると13人をごぼう抜きする驚異の走りで先頭に立ち、後続に11秒差をつけタスキリレー。伊藤は岸本大紀（青山学院大学）、浦野雄平（國學院大學）、ラジニ・レメティキ（拓殖大学）ら有力選手を抑え31分17秒の区間新記録を樹立。チームの4位（初出場・初シード）に大きく貢献した。
第96回箱根駅伝では3年連続で2区を務める。丹所健から13位でタスキを受けると、13秒後方から追い上げてきた相澤と併走。5km過ぎから20.5kmまでおよそ15kmに渡って激しく競り合い、最後は引き離されたものの5人抜きで8位に浮上。相澤に区間賞・区間新記録こそ譲ったが、伊藤は従来の2区日本人最速タイムを上回る、2区歴代3位（当時）の1時間06分18秒を記録した。伊藤の快走で流れを作った東京国際大学は往路3位・総合5位に躍進。初のシード権を獲得した。
3年連続の出場となった第25回都道府県対抗駅伝ではアンカーを務め、6人抜きの快走で静岡県チームの5位入賞に貢献した。
大学卒業後はHondaへ入社した。入社初年度から5000m・10000mで自己ベストを記録すると、12月の第104回日本選手権10000mではまたしても相澤と激しい競り合いを演じ、日本新記録で優勝した相澤に次ぐ日本歴代2位（当時）の27分25秒73を記録。東京オリンピックの参加標準記録を突破した。
2021年の第65回ニューイヤー駅伝ではエースの集う4区を務めたが、13位から9位まで浮上しながら終盤失速し16位に後退。このレース中に両脚の大腿骨を疲労骨折し、右脚ハムストリングスの肉離れにも見舞われ、3月まで走ることもできない状態が続いた。
急ピッチでの調整を余儀なくされた5月の第105回日本選手権10000mであったが、常に先頭集団のなかで落ち着いた走りを見せ、9300mで一気にスパート。27分33秒31の好タイムで優勝し、相澤に続き東京五輪代表内定となった。
東京オリンピック10000m決勝では29分01秒31で22位だった。

## 記録

### 戦績
| 日付       | 大会名                                  | 区分 | 距離      | 種別           | タイム   | 順位     | 備考             |        |
| ---------- | --------------------------------------- | ---- | --------- | -------------- | -------- | -------- | ---------------- | ------ |
| 2016/06/18 | 第48回 全日本大学駅伝予選会             | 3組  | 10000m    | トラック       | 31:33.29 | 組36位   | 総合126位        | [ 7 ]  |
| 2016/10/15 | 第93回 箱根駅伝予選会                   |      | 20km      | ロード         | 1:02:45  | 166位    |                  | [ 8 ]  |
| 2017/01/08 | 第44回 高根沢町元気あっぷハーフマラソン |      | 21.0975km | ハーフマラソン | 1:05:24  | 11位     |                  | [ 9 ]  |
| 2017/03/05 | 立川シティハーフマラソン 2017           |      | 21.0975km | ハーフマラソン | 1:04:13  | 45位     |                  | [ 10 ] |
| 2017/05/25 | 第96回 関東インカレ 2部                 |      | 10000m    | トラック       | 30:02.63 | 29位     |                  | [ 11 ] |
| 2017/06/18 | 第49回 全日本大学駅伝予選会             | 3組  | 10000m    | トラック       | 29:34.53 | 組18位   | 総合46位         | [ 12 ] |
| 2017/10/14 | 第94回 箱根駅伝予選会                   |      | 20km      | ロード         | 1:00:14  | 28位     |                  | [ 13 ] |
| 2017/11/25 | 八王子ロングディスタンス                | 4組  | 10000m    | トラック       | 28:46.74 | 組8位    | 総合54位         | [ 14 ] |
| 2017/12/03 | 第42回 甲佐10マイルロードレース大会     |      | 10mile    | ロード         | 48:21    | 56位     |                  | [ 15 ] |
| 2018/01/02 | 第94回 箱根駅伝                         | 2区  | 23.1km    | 駅伝           | 1:10:16  | 区間15位 |                  | [ 16 ] |
| 2018/01/21 | 第23回 都道府県対抗駅伝                 | 3区  | 8.5km     | 駅伝           | 24:59    | 区間29位 |                  | [ 17 ] |
| 2018/03/04 | 第21回 日本学生ハーフマラソン           |      | 21.0975km | ハーフマラソン | 1:04:09  | 45位     |                  | [ 18 ] |
| 2018/04/07 | 第14回 関東六大学対抗選手権大会         |      | 5000m     | トラック       | 14:11.53 | 1位      |                  | [ 19 ] |
| 2018/04/21 | 第66回 兵庫リレーカーニバル             | 2組  | 10000m    | トラック       | 29:12.04 | 組19位   | 総合23位         | [ 20 ] |
| 2018/05/27 | 第97回 関東インカレ 2部                 |      | 5000m     | トラック       | 14:48.00 | 24位     |                  | [ 21 ] |
| 2018/06/30 | 第50回 全日本大学駅伝予選会             | 2組  | 10000m    | トラック       | 31:20.30 | 組16位   | 総合91位         | [ 22 ] |
| 2018/10/13 | 第95回 箱根駅伝予選会                   |      | 21.0975km | ハーフマラソン | 1:03:30  | 32位     |                  | [ 23 ] |
| 2018/11/11 | 第267回 日体大長距離記録会              | 35組 | 5000m     | トラック       | 14:00.99 | 組1位    | 総合18位         |        |
| 2018/11/24 | 八王子ロングディスタンス                | 5組  | 10000m    | トラック       | 28:28.62 | 組6位    | 総合36位         | [ 24 ] |
| 2019/01/02 | 第95回 箱根駅伝                         | 2区  | 23.1km    | 駅伝           | 1:08:36  | 区間11位 |                  | [ 25 ] |
| 2019/01/20 | 第24回 都道府県対抗駅伝                 | 3区  | 8.5km     | 駅伝           | 24:58    | 区間21位 |                  | [ 26 ] |
| 2019/02/10 | 唐津10マイルロードレース                |      | 10mile    | ロード         | 46:31    | 2位      |                  | [ 27 ] |
| 2019/03/10 | 第22回 日本学生ハーフマラソン           |      | 21.0975km | ハーフマラソン | 1:01:52  | 3位      |                  | [ 28 ] |
| 2019/04/07 | 第15回 関東六大学対抗選手権大会         | 35組 | 3000m     | トラック       | 8:10.39  | 2位      |                  | [ 29 ] |
| 2019/04/21 | 第269回 日体大長距離記録会              | 23組 | 5000m     | トラック       | 13:53.34 | 組7位    | 総合7位          |        |
| 2019/05/23 | 第98回 関東インカレ 2部                 |      | 10000m    | トラック       | 30:39.52 | 23位     |                  | [ 30 ] |
| 2019/06/23 | 第51回 全日本大学駅伝予選会             | 4組  | 10000m    | トラック       | 28:58.58 | 組10位   | 総合10位         | [ 31 ] |
| 2019/07/13 | 第30回 ユニバーシアード                 |      | 21.0975km | ハーフマラソン | 1:05:48  | 3位      |                  | [ 32 ] |
| 2019/10/26 | 第96回 箱根駅伝予選会                   |      | 21.0975km | ハーフマラソン | 1:02:34  | 5位      |                  | [ 33 ] |
| 2019/11/03 | 第51回 全日本大学駅伝                   | 2区  | 11.1km    | 駅伝           | 31:17    | 区間賞   | 区間新記録       | [ 34 ] |
| 2019/11/23 | 八王子ロングディスタンス                | 8組  | 10000m    | トラック       | 28:26.50 | 組9位    | 総合34位         | [ 35 ] |
| 2020/01/02 | 第96回 箱根駅伝                         | 2区  | 23.1km    | 駅伝           | 1:06:18  | 区間2位  |                  | [ 36 ] |
| 2020/01/19 | 第25回 都道府県対抗駅伝                 | 7区  | 13.0km    | 駅伝           | 37:33    | 区間5位  |                  | [ 37 ] |
| 2020/07/08 | ホクレンDC 深川大会                     | A組  | 10000m    | トラック       | 27:58.43 | 組4位    | 総合4位          | [ 38 ] |
| 2020/07/18 | ホクレンDC 千歳大会                     | B組  | 5000m     | トラック       | 13:33.97 | 組1位    | 総合8位          | [ 39 ] |
| 2020/09/19 | 第68回 全日本実業団選手権大会           | 3組  | 10000m    | トラック       | 28:16.39 | 組12位   | 総合12位         | [ 40 ] |
| 2020/10/24 | 第83回 平成国際大学競技会               | 13組 | 5000m     | トラック       | 13:41.32 | 組9位    | 総合9位          | [ 41 ] |
| 2020/12/04 | 第104回 日本陸上競技選手権大会          | 2組  | 10000m    | トラック       | 27:25.73 | 組2位    | 総合2位・QES (T) | [ 42 ] |
| 2021/01/01 | 第65回 ニューイヤー駅伝                 | 4区  | 22.4km    | 駅伝           | 1:05:43  | 区間16位 |                  | [ 43 ] |
| 2021/04/10 | 第29回 金栗記念大会                     | 5組  | 5000m     | トラック       | 13:45.12 | 組6位    | 総合25位         | [ 44 ] |
| 2021/05/03 | 第105回 日本陸上競技選手権大会          | 1組  | 10000m    | トラック       | 27:33.38 | 組1位    | 総合1位          | [ 45 ] |
| 2021/07/10 | ホクレンDC 網走大会                     | A組  | 5000m     | トラック       | 13:42.50 | 組14位   | 総合14位         | [ 46 ] |
| 2021/07/30 | 東京オリンピック                        |      | 10000m    | トラック       | 29:01.31 | 21位     |                  | [ 47 ] |
| 2021/11/03 | 第62回 東日本実業団対抗駅伝             | 1区  | 13.4km    | 駅伝           | 39:13    | 区間賞   |                  | [ 48 ] |
| 2021/11/27 | 八王子ロングディスタンス                | 6組  | 10000m    | トラック       | 27:30.69 | 組4位    | 総合4位          | [ 49 ] |
| 2022/01/01 | 第66回 ニューイヤー駅伝                 | 4区  | 22.4km    | 駅伝           | 1:04:15  | 区間5位  |                  | [ 50 ] |
| 2022/03/26 | 第94回 平成国際大学競技会               | 7組  | 5000m     | トラック       | 14:06.44 | 組1位    | 総合1位          | [ 51 ] |
| 2022/04/09 | 第30回 金栗記念大会                     | 2組  | 10000m    | トラック       | 27:42.48 | 組2位    | 総合2位          | [ 52 ] |
| 2022/05/07 | 第106回 日本陸上競技選手権大会          | 2組  | 10000m    | トラック       | 27:47.40 | 組2位    | 総合2位          | [ 53 ] |
| 2022/06/05 | Ethiopian Trials FBK Games              |      | 10000m    | トラック       | 28:39.38 | 15位     |                  |        |
| 2022/07/17 | オレゴン世界陸上                        |      | 10000m    | トラック       | 28:57.85 | 21位     |                  | [ 54 ] |
| 2022/09/25 | 第70回 全日本実業団選手権               | 2組  | 5000m     | トラック       | 13:49.51 | 組2位    | 総合20位         | [ 55 ] |
| 2022/11/03 | 第63回 東日本実業団対抗駅伝             | 4区  | 9.5km     | 駅伝           | 27:18    | 区間3位  |                  | [ 56 ] |
| 2023/03/04 | The TEN                                 |      | 10000m    | トラック       | 27:54.64 | 15位     |                  | [ 57 ] |
| 2023/05/04 | 第34回 ゴールデンゲームズinのべおか     | B組  | 5000m     | トラック       | 13:17.65 | 組12位   | 総合15位         | [ 58 ] |
| 2023/06/01 | 第107回 日本陸上競技選手権大会          |      | 5000m     | トラック       | 13:38.12 | 15位     |                  | [ 59 ] |
| 2023/07/15 | Night of Athletics                      | 1組  | 5000m     | トラック       | 13:50.39 | 組19位   | 総合38位         | [ 60 ] |
| 2023/12/10 | 第107回 日本陸上競技選手権大会          |      | 10000m    | トラック       | 28:32.85 | 16位     |                  | [ 61 ] |
| 2024/01/01 | 第68回 ニューイヤー駅伝                 | 3区  | 15.4km    | 駅伝           | 43:29    | 区間9位  |                  | [ 62 ] |
| 2024/05/19 | セイコーゴールデングランプリ            |      | 5000m     | トラック       | 13:25.81 | 10位     |                  | [ 63 ] |
| 2024/06/08 | 第229回 東海大記録会                    | 8組  | 1500m     | トラック       | 3:40.34  | 組1位    | 総合3位          | [ 64 ] |
| 2024/06/28 | 第108回 日本陸上競技選手権大会          |      | 5000m     | トラック       | 13:13.56 | 1位      | GR               | [ 65 ] |
| 2024/12/01 | 第318回 日体大長距離記録会              |      | 10000m    | トラック       | 27:53.89 | 組7位    | 総合7位          | [ 66 ] |
| 2025/01/01 | 第69回 ニューイヤー駅伝                 | 3区  | 15.3km    | 駅伝           | 43:52    | 区間8位  |                  | [ 67 ] |
| 2025/02/09 | 第53回 全日本実業団ハーフマラソン       |      | 21.0975km | ハーフマラソン | 1:00:27  | 2位      |                  | [ 68 ] |
| 2025/04/26 | 第320回 日体大長距離記録会              |      | 10000m    | トラック       | 27:34.98 | 組5位    | 総合5位          | [ 69 ] |
| 2025/05/11 | 第35回 仙台国際ハーフマラソン           |      | 21.0975km | ハーフマラソン | 1:03:24  | 16位     |                  | [ 70 ] |
| 2025/06/11 | ホクレンDC 深川大会                     | A組  | 10000m    | トラック       | 28:12.97 | 組8位    | 総合8位          | [ 71 ] |

〇 基本はWAの選手ページ (Tatsuhiko ITO) を参照。

〇 タイムはWA・JAAF・JITA・IUAUJ等の共通公式表記。

〇 GR：Game Record。大会記録。順位が2位以下の場合は記載せず。

〇 QES：Qualified by Entry Standard。世界陸上及びオリンピックの参加標準記録切りのタイム。

### 大学三大駅伝戦績
| 学年           | 出雲駅伝      | 全日本大学駅伝                                    | 箱根駅伝                                 |
| -------------- | ------------- | ------------------------------------------------- | ---------------------------------------- |
| 1年生 2016年度 | 第28回 不出場 | 第48回 不出場                                     | 第93回 不出場                            |
| 2年生 2017年度 | 第29回 不出場 | 第49回 不出場                                     | 第94回 - 2区 - 23.1km 区間15位 - 1:10:16 |
| 3年生 2018年度 | 第30回 不出場 | 第50回 不出場                                     | 第95回 - 2区 - 23.1km 区間11位 - 1:08:36 |
| 4年生 2019年度 | 第31回 不出場 | 第51回 - 2区 - 11.1km 区間賞 - 31:17 (区間新記録) | 第96回 - 2区 - 23.1km 区間2位 - 1:06:18  |

### 自己ベスト
| 種目           | タイム   | スコア | 日付       | 大会名                                |
| -------------- | -------- | ------ | ---------- | ------------------------------------- |
| 1500ｍ         | 3:40.34  | 1102   | 2024/06/08 | 第229回 東海大記録会                  |
| 3000ｍ         | 8:10.39  | 996    | 2019/04/07 | 第15回 関東六大学対抗選手権大会       |
| 5000ｍ         | 13:13.56 | 1160   | 2024/06/28 | 第108回 日本陸上競技選手権大会        |
| 10000ｍ        | 27:25.73 | 1185   | 2020/12/04 | 第104回 日本陸上競技選手権大会        |
| 10mile ロード  | 46:31    | 1119   | 2019/02/10 | 唐津10マイルロードレース              |
| 20km ロード    | 1:00:14  | 1035   | 2018/10/14 | 第94回 箱根駅伝予選会                 |
| ハーフマラソン | 1:00:27  | 1168   | 2025/02/09 | 第53回 全日本実業団ハーフマラソン大会 |

〇 "1500m"の記録はWAの選手ページに記載無し。